# 21. listopada
21. listopada (21. 10.) 294. je dan godine po gregorijanskom kalendaru (295. u prijestupnoj godini).
Do kraja godine imaju još 71 dana.

## Događaji
- 1805. – U pomorskoj bitki kod Trafalgara admiral Horatio Nelson potukao je Napoleonovo brodovlje i izgubio život.
- 1908. – Bombaška afera u kraljevini Crnoj Gori
- 1991. – Snage JNA (mahom sastavljene od Srba) i srpske milicije počinile pokolj kod Baćina, kada su smaknule 56 hrvatskih civila.
- 1994. – Osuđeni pripadnici i suradnici velikosrpske terorističke skupine koja je 11. travnja 1991. izvela teroristički napad u Zadru.

| - 1772. – Samuel Taylor Coleridge, engleski književnik († 1834.) - 1790. – Alphonse de Lamartine, francuski književnik i političar († 1869.) - 1833. – Alfred Nobel, švedski kemičar i izumitelj († 1896.) - 1846. – Edmondo De Amicis, talijanski književnik († 1908.) - 1877. – Oswald Avery, kanadski liječnik († 1955.) - 1899. – Andrija Hebrang (otac), hrvatski političar i državnik († 1949.) - 1917. – Dizzy Gillespie, američki jazz glazbenik († 1993.) - 1925. – Celia Cruz, kubansko-američka pjevačica († 2003.) - 1941. – Koraljka Hrs, hrvatska glumica († 2023.) - 1965. – Tamara Šoletić, hrvatska glumica - 1983. – Hrvoje Ćustić, hrvatski nogometaš († 2008.) - 1986. – Christopher Uckermann, meksički glumac i pjevač - 1987. – Ivona Kundert, hrvatska glumica - 1993. – Käärijä, finski pjevač - 1997. – Kristina Prkačin, hrvatska rukometašica | - 1125. – Kozma Praški, češki pisac (* o. 1045.) - 1422. – Karlo IV., francuski kralj (* 1368.) - 1556. – Pietro Aretino, talijanski pisac (* 1492.) - 1805. – Horatio Nelson, britanski pomorac i admiral (* 1758.) - 1924. – Viktor Kovačić, hrvatski arhitekt (* 1874) - 1931. – Ludvík Čelanský, češki dirigent i skladatelj (* 1870.) - 1931. – Arthur Schnitzler, austrijsku književnik (* 1862.) - 1969. – Jack Kerouac, američki književnik (* 1922.) - 1984. – François Truffaut, francuski filmski redatelj (* 1932.) - 1986. – Lionel Murphy, australski političar (* 1922.) - 1992. – Ante Ciliga – hrvatski političar, ljevičarski revolucionar, komunistički/sovjetski disident novinar i publicist (* 1898.) - 2011. – Davor Senčar, hrvatski gitarist (* 1959.) - 2024. – Ante Ćorušić, hrvatski liječnik (* 1958.) |